# ハイロセイズム
ハイロセイズム（英: Hylotheism、ギリシア語の「hyle」（物質）と「theos」（神）に由来）とは、物質と神が同じである、すなわち、神を物質として定義する信仰である。
ルーテル教会の神学において、ハイロセイズムとは、物質を神と同一視する、または、どちらかをもう一方へ統合する理論である。